# Andrzej Oleś (malarz)

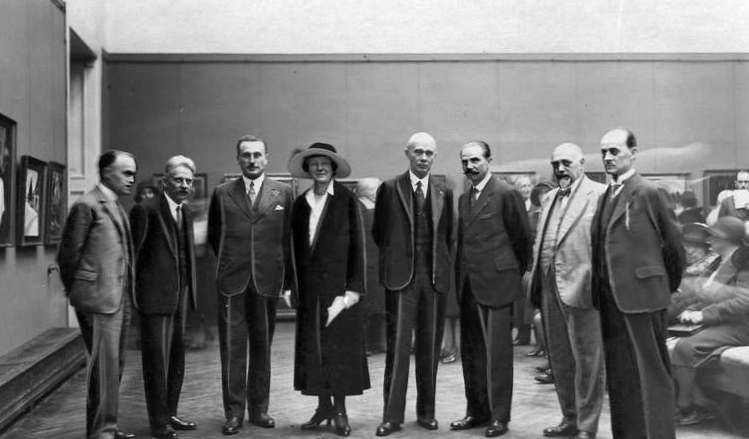
Otwarcie wystawy prac malarskich Andrzeja Olesia w Pałacu Sztuki w Krakowie. Widoczni od lewej: sekretarz Towarzystwa Przyjaciół Sztuk Pięknych w Krakowie Artur Schroeder, artysta malarz Andrzej Oleś, wicewojewoda krakowski Mieczysław Bilek, pani Kwaśniewska, wojewoda krakowski Mikołaj Kwaśniewski, prezydent Krakowa Władysław Belina-Prażmowski, wiceprezydent Krakowa Witold Ostrowski, wiceprezydent Krakowa Stanisław Klimecki.

Andrzej Oleś (ur. 1 października 1886 w Iwoniczu, zm. 31 października 1952 w Kielcach) – polski malarz.

## Życiorys
W 1907 ukończył krakowskie gimnazjum im. Świętej Anny i rozpoczął studia na Akademii Sztuk Pięknych, przez rok studiował w pracowni Leona Wyczółkowskiego, a następnie u Stanisława Dębickiego. Równolegle studiował prawo i administrację na Uniwersytecie Jagiellońskim. Studia prawnicze ukończył w 1913 uzyskując tytuł doktora. Do 1916 był nauczycielem rysunku w gimnazjum Świętego Jacka. W 1915 po dwóch latach przerwy kontynuował naukę malarstwa u Wojciech Weissa; jego obrazy z tego okresu zostały nagrodzone na wystawie dorocznej, otrzymał wówczas brązowy medal.
Po ukończeniu nauki w 1917 udał się w podróż do Włoch, w późniejszych latach podróżował do Wiednia i po Węgrzech. W 1932 został członkiem grupy artystycznej Zwornik i Towarzystwa Grafików, należał również do krakowskiego Towarzystwa Przyjaciół Sztuk Pięknych, Związku Polskich Artystów Plastyków i Towarzystwa Miłośników Przeszłości Krakowa. W 1936 Andrzej Oleś zamieszkał w Kielcach, gdzie otrzymał posadę wojewódzkiego konserwatora sztuki i kierownika oddziału sztuki w urzędzie wojewódzkim. Podczas II wojny światowej prowadził prywatne lekcje rysunku, w 1944 wykładał historię sztuki na konspiracyjnym uniwersytecie w Kielcach. Po 1945 zainicjował powstanie oddziału Związku Zawodowego Polskich Artystów Plastyków w Kielcach, którego został prezesem. W 1946 nauczał rysunku na kursach organizowanych przez Szkołę Rzemiosł Artystycznych, od 1948 był opiekunem działu malarstwa, który został zorganizowany w Muzeum Świętokrzyskim. Przewodniczył sekcji plastycznej w Komisji do Badań Historyków Sztuki w Kielcach, w której pracach uczestniczył.